# Azienda autonoma delle ferrovie del Territorio Libero di Trieste
L'Azienda Autonoma delle Ferrovie del Territorio Libero di Trieste fu l'azienda controllata dal governo alleato del Territorio Libero di Trieste (TLT) che si occupò dell'esercizio dei quasi 86 km delle linee ferroviarie e delle stazioni che si trovarono all'interno del territorio tra il 1947 e il 1954 passate dalle Ferrovie dello Stato all'Allied Military Government of Occupied Territories nel 1945.

## Rete
L'Azienda Autonoma delle Ferrovie del Territorio Libero di Trieste gestì le seguenti tratte ferroviarie:
- ferrovia Jesenice-Trieste fino al valico di Monrupino (15 km);
- linea delle Rive (5,7 km);
- ferrovia Meridionale fino al valico di Poggioreale del Carso (28 km);
- ferrovia Udine-Trieste fino al valico di San Giovanni al Timavo di Duino-Aurisina (22 km);
- ferrovia Trieste-Erpelle fino al valico di Sant'Elia (15 km)[1].
- Trieste Sant'Andrea-Servola-Aquilinia[1]

## Storia
Il 19 febbraio 1947 è avvenuto il passaggio di gestione dalle Ferrovie dello Stato all'Azienda Autonoma delle Ferrovie del Territorio Libero di Trieste.
In seguito al Memorandum di Londra, il 26 ottobre 1954 la gestione delle ferrovie è ritornata alle Ferrovie dello Stato.